# Кестлах
Кестлах (фр. Koestlach) насеље је и општина у Француској у региону Алзас, у департману Горња Рајна.
По подацима из 2006. године у општини је живело 498 становника, а густина насељености је износила 61 становника/km².

## Демографија
| 1962. | 1968. | 1975. | 1982. | 1990. | 2006. | 2011. |
| ----- | ----- | ----- | ----- | ----- | ----- | ----- |
| 318   | 352   | 344   | 358   | 393   | 498   | 519   |